# 代瑟尔
代瑟尔（荷蘭語：Dessel，荷蘭語發音：[ˈdɛsəl] ⓘ）是比利时弗拉芒大區安特衛普省蒂倫豪特區的一个市镇，通行荷蘭語，是弗拉芒社群的一部分，面积27.03平方千米，人口9,605人（2020年1月1日）。